# Sonate K. 199
La sonate K. 199 (F.151/L.253) en ut majeur est une œuvre pour clavier du compositeur italien Domenico Scarlatti.

## Présentation
La sonate K. 199 en ut majeur est notée Andante moderato. Elle forme une paire avec la sonate suivante. Avec ce couple et la sonate K. 201, Scarlatti s'affranchit de la forme binaire traditionnelle. Ici, la seconde section ne reprend que deux séquences sur trois de la première, pour concentrer le discours. Situées à la fin du 6e volume de la collection de Parme, ces deux sonates referment de manière optimiste et joyeuse cette série et préfigurent certaines caractéristiques préclassiques qui apparaissent dans les prochains volumes.

## Manuscrits
Le manuscrit principal est le numéro 28 du volume II de Venise (1752), copié pour Maria Barbara ; l'autre est Parme VI 29.

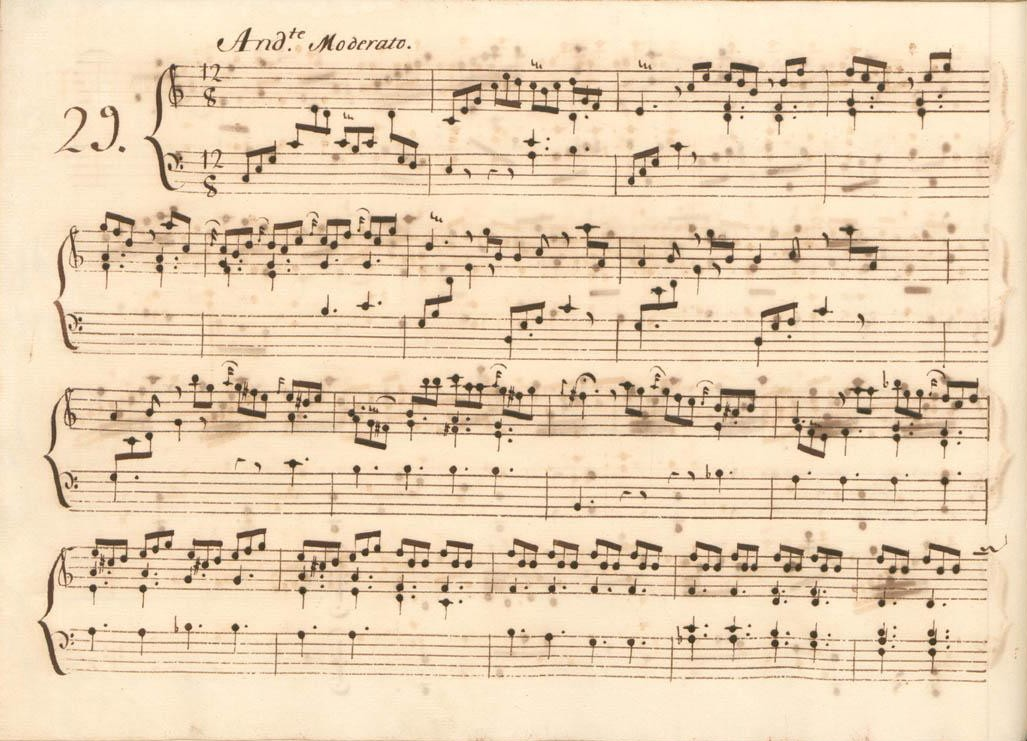
Parme VI 29.
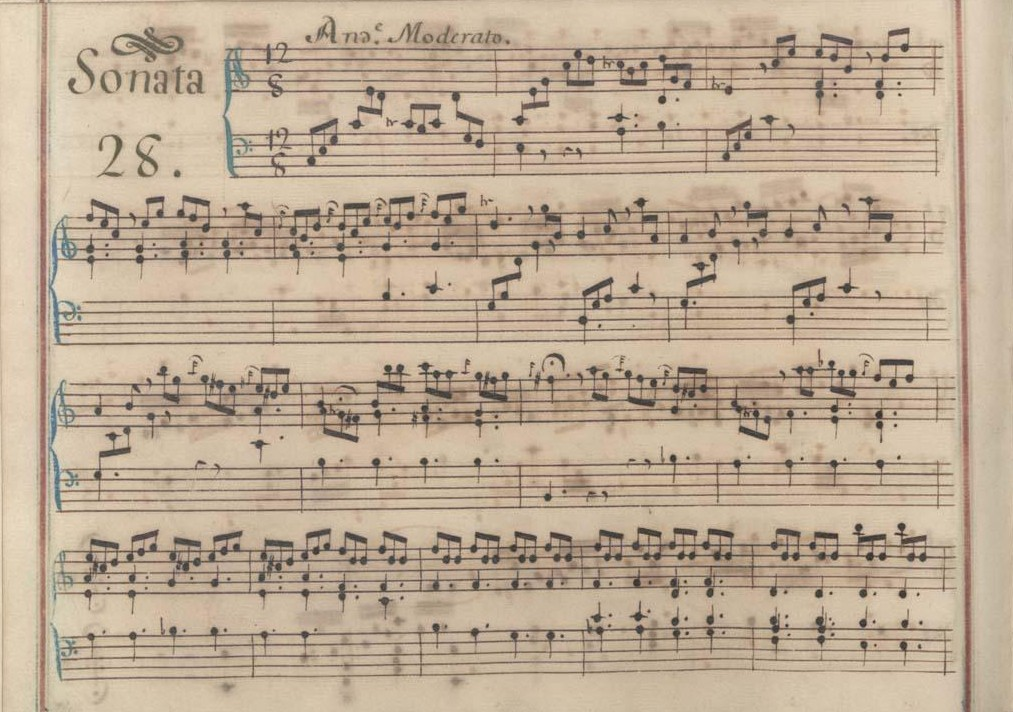
Venise II 28.

## Interprètes
La sonate K. 199 est défendue au piano notamment par Duanduan Hao (2011, Naxos, vol. 14), Carlo Grante (2012, Music & Arts, vol. 3) ; au clavecin par Scott Ross (1985, Erato), Pierre Hantaï (2002, Mirare, vol. 1), Richard Lester (2001, Nimbus, vol. 1), Pieter-Jan Belder (Brilliant Classics, vol. 5) et Jean Rondeau (2018, Erato). Andrea Marcon l’a enregistrée à l'orgue (1996, Divox).

## Sources
: document utilisé comme source pour la rédaction de cet article.
- Ralph Kirkpatrick (trad. de l'anglais par Dennis Collins), Domenico Scarlatti, Paris, Lattès, coll. « Musique et Musiciens », 1982 (1re éd. 1953 (en)), 493 p. (ISBN 978-2-7096-0118-4, OCLC 954954205, BNF 34689181).
- Alain de Chambure, « Domenico Scarlatti : Intégrale des sonates — Scott Ross », Erato (2564-62092-2), 1985 (OCLC 891183737) .
- (en) Carlo Grante, « Domenico Scarlatti, intégrale des sonates pour clavier (vol. 3) », p. 17, Music & Arts (CD-1292), 2013 (OCLC 907929504) .